# Zizi (ou oração da jaca fabulosa)
Zizi (ou oração da jaca fabulosa) (international: Zizi (or Praying to a Fabulous Tree)) ist ein brasilianischer Film von Felipe M. Bragança aus dem Jahr 2025.

## Inhalt
Unter einem riesigen Baum in einem Innenhof vermischen sich dokumentarische und inszenierte Szenen. Persönliche Erzählungen unter dem Baum und Erinnerung an die Frau, die den Baum pflanzte.

## Produktion
Der Film feierte 16. Februar auf der Berlinale 2025 in der Sektion Forum Expanded Premiere.